# Charles Bouvet (cyclisme)
Pour les articles homonymes, voir Charles Bouvet et Bouvet.
Charles Bouvet, né le 20 décembre 1914 à Fréterive et mort le 2 mai 2004 à Saint-Pierre-d'Albigny, est un coureur cycliste français, professionnel de 1938 à 1944.

## Biographie
En 1938, 1939 et 1944, il court pour l'équipe cycliste Peugeot.

## Palmarès
- 1934
  - 3e du Grand Prix du Faucigny
- 1938
  - Circuit du Mont-Blanc
  - 2e du Paris-Lillers
- 1939
  - Grand Prix du Faucigny
- 1942
  - 2e du Circuit du Bourbonnais
- 1943
  - 3e du Tour de Haute-Savoie

## Résultats sur le Tour de France
1 participation (dans la catégorie des Bleuets)
- 1938 : abandon à la 1re étape